# Lei de Vigilância de Inteligência Estrangeira
The Foreign Intelligence Surveillance Act of 1978 (FISA) (em português: Lei de Vigilância de Inteligência Estrangeira de 1978) - Pub.L. 95-511, 92 Stat. 1783, 50 USC ch. 36 -  é uma lei federal dos Estados Unidos que prevê procedimentos para a vigilância física e eletrônica e coleta de "informações de inteligência no exterior" entre "potências estrangeiras" e "agentes de potências estrangeiras" (que podem incluir cidadãos americanos e residentes permanentes suspeitos de espionagem ou terrorismo). A lei não se aplica fora dos Estados Unidos, o que significa que se aplica somente  em solo americano, ou seja, a coleta de informações no exterior não precisa aderir aos procedimentos estabelecidos pela FISA. Esta lei é um complemento da lei de espionagem de 1917, no auge da Primeira Guerra Mundial.

## Vigilância Mundial
A seção 702 da Lei, trata da autorização de coleta do conteúdo das comunicações fora dos Estados Unidos, ou seja, do conteúdo das comunicações de qualquer pessoa que não seja americana. Um dos slides da apresentação sobre o programa PRISM mostra que este deve ser usado junto com o Upstream. No topo do slide está a referência sobre a seção 702 da Lei autorizando a vigilância de estrangeiros - comumente chamada de FISA.

## Constitucionalidade

### Antes do FISA
Em 1967, a Suprema Corte dos Estados Unidos decidiu que os requisitos da Quarta Emenda se aplicavam igualmente à vigilância eletrônica e às buscas físicas. No caso Katz v. United States, 389 U.S. 347 (1967), a Corte não abordou se esses requisitos se aplicavam a questões de segurança nacional. Pouco depois, em 1972, a Corte voltou a tratar da questão no caso United States v. United States District Court, Plamondon, 407 U.S. 297 (1972), onde decidiu que a aprovação judicial era necessária para que a vigilância doméstica cumprisse a Quarta Emenda. O juiz Powell escreveu que a decisão não abordava a questão que "pode estar envolvida com respeito às atividades de potências estrangeiras ou seus agentes".
Imediatamente antes do FISA, vários tribunais trataram diretamente da questão das "escutas telefônicas sem mandado". Nos casos United States v. Brown, 484 F.2d 418 (5th Cir. 1973), e United States v. Butenko, 494 F.2d 593 (3rd Cir. 1974), os tribunais confirmaram as escutas sem mandado. No caso Brown, a conversa de um cidadão norte-americano foi capturada por uma escuta autorizada pelo Procurador-Geral para fins de inteligência estrangeira. No caso Butenko, o tribunal considerou válida a escuta se o objetivo principal fosse a coleta de informações de inteligência estrangeira.
Uma opinião plural no caso Zweibon v. Mitchell, 516 F.2d 594 (D.C. Cir. 1975), considerou que era necessário um mandado para a vigilância doméstica de uma organização nacional. Neste caso, o tribunal determinou que a organização doméstica não era uma "potência estrangeira ou seu agente", e que, "na ausência de circunstâncias urgentes, toda vigilância eletrônica sem mandado é irrazoável e, portanto, inconstitucional."

### Pós-FISA
Houve poucos casos envolvendo a constitucionalidade do FISA. Duas decisões de tribunais inferiores consideraram o FISA constitucional. No caso United States v. Duggan, 743 F.2d 59 (2d Cir. 1984), os réus eram membros do Exército Republicano Irlandês (IRA). Eles foram condenados por várias violações relacionadas ao envio de explosivos e armas de fogo. O tribunal decidiu que havia considerações convincentes de segurança nacional na distinção entre o tratamento de cidadãos dos EUA e estrangeiros não residentes.
No caso United States v. Nicholson, 955 F. Supp. 588 (E.D. Va. 1997), o réu tentou suprimir todas as provas obtidas sob uma ordem do FISA. O tribunal confirmou a negação da moção. Nesse caso, o tribunal rejeitou categoricamente as alegações de que o FISA violava a cláusula do devido processo da Quinta Emenda, a proteção igualitária, a separação de poderes ou o direito a um advogado, garantido pela Sexta Emenda.
No entanto, em um terceiro caso, o tribunal especial de revisão do FISA, equivalente a um Tribunal de Apelações, teve uma opinião diferente. No caso In re Sealed Case, 310 F.3d 717, 742 (FISA Ct. Rev. 2002), o tribunal especial afirmou: "[Todos] os outros tribunais que decidiram sobre a questão [concluíram] que o Presidente tinha autoridade inerente para realizar buscas sem mandado para obter informações de inteligência estrangeira. ... Partimos do princípio de que o Presidente tem essa autoridade e, se for o caso, o FISA não poderia infringir o poder constitucional do Presidente."

## Emendas

### USA PATRIOT Act
A lei foi emendada em 2001 pelo USA PATRIOT Act, principalmente para incluir terrorismo em nome de grupos que não são especificamente apoiados por um governo estrangeiro.